# Mati Diop
  Mati Diop    (12è districte de París, 22 de juny de 1982) és una actriu i directora franco-senegalesa. Va ser la primera cineasta africana que va disputar la Palma d'Or en el Festival de Cinema de Cannes 2019 amb la seva pel·lícula Atlantique, que finalment va rebre el Gran Premi del Jurat.
És filla de mare francesa i del músic senegalès Wasis Diop, i neboda del cineasta Djibril Diop Mambety. Va néixer i créixer a París, on es va formar com a artista plàstica. Influenciada pel treball cinematogràfic del seu oncle, va decidir seguir-lo en la carrera cinematogràfica. Es va unir al Pavillon, laboratori de recerca artística del Palais de Tòquio el 2006, i a l'Estudi Nacional d'Art Contemporani de Fresnoy el 2007. El 2018 va realitzar el seu primer llargmetratge, Atlantique, a partir d'un curt que havia filmat anys enrere, Atlantiques. La pel·lícula va guanyar el Gran Premi del Jurat en el Festival de Cinema de Cannes 2019.
Tot seguit, el primer llargmetratge de Mati Diop va recórrer diferents festivals cinematogràfics –Toronto, Sant Sebastià, Estocolm,...–, i va obtenir diversos premis, entre els quals el Gran Premi del Jurat al Festival Internacional de Cinema de Toronto.
L'any 2024 va guanyar l'Ós d'Or a la Berlinale amb el documental Dahomey, dedicat a la qüestió de la restitució per part de França de les obres d'art robades al Dahomey, l'actual Benín.